# Фармингтон (Вашингтон)
Фармингтон (енгл. Farmington) град је у америчкој савезној држави Вашингтон. По попису становништва из 2010. у њему је живело 146 становника.

## Демографија
Према попису становништва из 2010. у граду је живело 146 становника, што је 7 (4,6%) становника мање него 2000. године.
| Група             | 2000.       | 2010.       |
| Белци             | 141 (92,2%) | 139 (95,2%) |
| Афроамериканци    | 0 (0,0%)    | 0 (0,0%)    |
| Азијати           | 1 (0,7%)    | 0 (0,0%)    |
| Хиспаноамериканци | 9 (5,9%)    | 3 (2,1%)    |
| Укупно            | 153         | 146         |